# Mười anh em (phim truyền hình 2005)
Mười anh em (tiếng Trung: 十兄弟) là một bộ phim truyền hình thuộc thể loại hài hước kỳ ảo TVB bắt đầu sản xuất vào tháng 9 năm 2005 và chính thức phát sóng trên TVB Jade vào tháng 2 năm 2007.
Câu chuyện dựa trên thần thoại Trung Hoa cùng tên.

## Cốt truyện
Trần Đại Hà (Lâm Văn Long) làm nghề bán chè trôi nước và thầm thương một tiểu thư thiên kim tên Xảo Nhi (Quách Khả Doanh). Mỗi lần Đại Hà muốn giúp Xảo Nhi thì luôn mắc sai lầm khiến cô ấy giận dữ hơn. Một ngày nọ, Xảo Nhi và người hầu của cô rơi xuống vực núi cạnh nhà anh nên đã cứu giúp. Không những không cảm ơn mà ngược lại còn trách mắng anh khiến cô như vậy và vô tình ăn nhầm chén chè có chứa mười viên tinh thạch thần kỳ. Chính nó khiến cô mang thai tuy nhiên theo tục lệ của thôn con gái có con trước khi lấy chồng sẽ bị ngâm lồng heo đến chết. Đại Hà thương tình nên đã ra nhận mình là cha của bào thai trong bụng cô và cô cũng bị cha đẻ từ mặt.
Đại Hà mời cô ở lại ngôi nhà nhỏ của mình và mười đứa trẻ chào đời. Kỳ lạ thay, những đứa trẻ (trừ Thập) chớp mắt đã cao to như người trưởng thành. Vì hoảng nên Đại Hà và Xảo Nhi bỏ đi vô tình khiến Nhị và Tam lưu lạc vào nhà Vạn Thế Hùng, một viên quan ác bá của làng kế bên. Vợ của Vạn Thế Hùng ở quê không trông nom con ruột cẩn thận khiến chúng đuối nước mà chết. Lo sẽ bị trách mắng nên đã nhận Nhị và Tam làm con, làm giả con ruột lừa Vạn Thế Hùng. Về phần Xảo Nhi và Đại Hà, sau khi thấy những đứa trẻ lang thang bên ngoài phá phách bị dân làng bắt được đòi thiêu đốt nên đã đến cứu. Trưởng thôn bắt phải đưa chúng rời khỏi thôn và cả gia đìng phải dọn đi sang thôn kế bên. Nhà nghèo đông con không thể nuôi xuể, cả hai bị buộc đưa Tứ và Thập vào gánh xiếc để giảm gánh nặng. Cửu thì bị đem cho một gia đình giàu có. Những đứa còn lại ở lại được mẹ dạy dỗ chữ nghĩa. . Sau đó những khả năng đặc biệt trong người đứa trẻ dần được thể hiện rõ.
Nhiều biến cố xảy ra sau đó, chủ gánh xiếc đã bị mười anh em cho một bài học, Vạn Thế Hùng bị trung ương điều tra, sau đó Đại Hà và Xảo Nhi nhận lại A Nhị và A Tam. 
Trước vì nhận những đứa trẻ nên Xảo Nhi bị cha từ. Ông say xỉn lang thang thì vô tình A Đại và Tiểu Lan gặp và đưa về chăm sóc. Sau đó phát hiện ông nhận ra đây là cháu của mình và nhận lại Xảo Nhi. Nhưng chưa được bao lâu ông mắc phải bệnh nan y do tiếp xúc với dân làng mắc dịch bệnh may nhờ nước mắt của Thập chữa khỏi. Phát hiện điều đó nên đã dùng nước mắt cho những người bị bệnh khác. 
Cho đến một ngày, người đàn ông tóc bạc trắng xuất hiện bảo Đại rằng đến ngày rằm của tháng thứ tám này tất cả sẽ chết hết nếu không theo ông rời khỏi nơi đây. Thế nhưng cơ thể Xảo Nhi lại dần tan biến khi những đứa con chuẩn bị xuất phát. Cứu mẹ cả mười người quay lại hi sinh biến thành tinh thạch truyền sức mạnh giúp mẹ khôi phục bình thường. Về sau Đại Hà và Xảo Nhi có thêm đứa con và đặt tên là Thập Nhất.

## Phân vai

### Mười anh em
| Diễn viên                | Vai                      | Miêu tả |
| Lê Nặc Ý (黎諾懿)        | Thiên Lí Nhãn (千里眼)   | Đại     |
| Lâm Viễn Nghênh (林遠迎) | Thuận Phong Nhĩ (順風耳) | Nhị     |
| Hồ Nặc Ngôn (胡諾言)     | Đại Lực Tam (大力三)     | Tam     |
| Lí Dật Lãng (李逸朗)     | Ân Bì Tứ (奀皮四)        | Tứ      |
| La Quán Phong (羅貫峰)   | Phi Thiên Ngũ (飛天五)   | Ngũ     |
| Quách Tịnh (郭淨)        | Đồng Đầu Lục (銅頭六)    | Lục     |
| Dương Minh (楊明)        | Cao Cước Thất (高腳七)   | Thất    |
| Trương Trí Hiên (張智軒) | Độn Địa Bát (遁地八)     | Bát     |
| Diệp Vĩ (葉暐)           | Đại Khẩu Cửu (大口九)    | Cửu     |
| Vương Bỉnh Hi (王秉熹)   | Đại Hàm Thập (大喊十)    | Thập    |

### Nhân vật khác
| Diễn viên       | Vai                     | Miêu tả                                          |
| Lâm Văn Long    | Trần Đại Hà 陳大蝦      | chồng của Kỉ Xảo Nhi.                            |
| Quách Khả Doanh | Kỉ Xảo Nhi 紀巧兒       | vợ của Trần Đại Hà.                              |
| Đường Ninh      | Hồng Tiểu Lan 洪小蘭    | Người yêu của Thiên Lí Nhãn                      |
| Hồ Định Hân     | Nguyễn Đồng Đồng 阮彤彤 | Người yêu của Đại Lực Tam, cháu của Vạn Thế Hùng |
| Liêu Khải Trí   | Vạn Thế Hùng 萬世雄     | Tướng soái                                       |